# Trish Stratus
Patricia Anne Stratigeas ( /ˈstrætᵻdʒiəs/; Toronto, Ontario, 18 de diciembre de 1975), conocida como Trish Stratus, es una luchadora profesional, actriz e instructora de yoga canadiense. Distinguida por su paso por WWE, es miembro del WWE Hall of Fame, y en algunas ocasiones ha sido catalogada como una de las mejores luchadoras de la historia.
Estudiando inicialmente en la Universidad York para convertirse en médico, Stratigeas comenzó su carrera como modelo de fitness. Empezó a trabajar para World Wrestling Federation (WWF) en 1999, luego rebautizada como World Wrestling Entertainment (WWE) en 2002. Al principio de su carrera, estuvo involucrada principalmente en historias de temática sexual, como manáger del equipo T & A y teniendo un romance (kayfabe) con el propietario de WWE, Vince McMahon. A medida que la popularidad de Stratus aumentó debido a la mejora de sus habilidades luchísticas, logró ser una vez Campeona Hardcore de WWE, tres veces  «WWE Babe of the Year», y fue proclamada como «Diva de la Década». Luego de casi siete años en WWE, Stratus se retiró de la lucha libre profesional a tiempo completo el 17 de septiembre de 2006, en Unforgiven, después de ganar su séptimo Campeonato Femenino de WWE.
Después de su retiro inicial como luchadora a tiempo completo, desde entonces ha hecho apariciones ocasionales en WWE. En Raw, hizo intervenciones esporádicas en luchas por equipos entre 2008 y 2011, así como una lucha individual contra Vickie Guerrero, antes de participar en una lucha mixta de seis contra seis en WrestleMania XXVII. En 2018, regresó a WWE, participando en el primer Royal Rumble femenino y luego compitiendo en el evento Evolution, realizado en octubre de ese año. Tuvo una segunda lucha de retiro en SummerSlam 2019, donde se enfrentó a Charlotte Flair en un combate individual. Al año siguiente, se convirtió en la primera mujer en recibir el premio Lou Thesz del George Tragos/Lou Thesz Professional Wrestling Hall of Fame. En 2023, apareció en su octava WrestleMania, participando en una lucha por equipos de tres contra tres en WrestleMania 39, después de la cual regresó como miembro a tiempo completo del roster de WWE.
Apartada de la lucha libre profesional, Stratus ha aparecido en varias portadas de revistas y ha estado involucrado en trabajos de caridad. En 2011, fue jueza para WWE Tough Enough, el mismo año en que protagonizó la película Bail Enforcers. También ha sido presentadora de varios premios y programas de televisión, y anteriormente era propietaria de un estudio de yoga. De 2022 a 2024, Stratus se desempeñó como jueza del programa Canada's Got Talent.

## Primeros años
Patricia Anne Stratigeas nació el 18 de diciembre de 1975 en Toronto, Ontario, Canadá, siendo la hija mayor de John y Alice Stratigeas. Sus hermanas menores fueron bautizadas como Christie y Melissa. Adicionalmente, Stratigeas cuenta con ascendencia griega y polaca. Asistió a la escuela secundaria Bayview ubicada en Richmond Hill, Ontario, y realizó sus estudios superiores en la Universidad York, donde estudió biología y kinesiología, y jugó fútbol y hockey en pasto. Debido a una huelga de profesores en 1997, se vio obligada a cambiar sus planes profesionales. Trabajaba como recepcionista en un gimnasio local cuando el editor de la revista MuscleMag International se acercó a ella para hacerle una sesión fotográfica de prueba para su publicación. Más tarde apareció en la portada de la edición de mayo de 1998 y firmó un contrato de dos años. Durante los siguientes seis meses, trabajó en su cuerpo y apareció en numerosas portadas de revistas. En ese tiempo, se unió a Big Daddy Donnie y Jeff Marek como la tercera presentadora del programa deportivo de radio Live Audio Wrestling, transmitido por Toronto Sports Radio, The FAN 590.
Stratigeas había sido fanática de la lucha libre desde que era una niña, y en especial era fanática de Hulk Hogan y Randy Savage, entre otros. Su trabajo como modelo llamó la atención de la empresa World Wrestling Federation (WWF). En noviembre de 1999, firmó un contrato de varios años con la compañía, que la mandó al gimnasio de Sully, donde comenzó su entrenamiento como luchadora profesional bajo la enseñanza de Ron Hutchison.

## Carrera

### World Wrestling Federation / Entertainment / WWE

#### T&A (2000-2001)

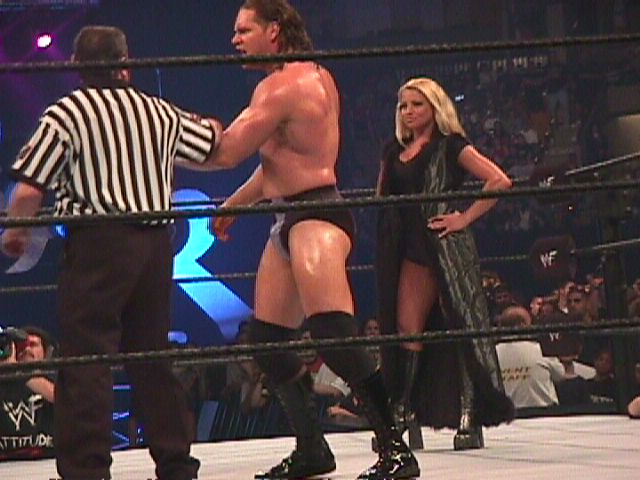
Stratus con Val Venis en el evento King of the Ring 2000.

Stratigias comenzó su carrera en la WWF el 19 de marzo del 2000 bajo el nombre de Trish Stratus como la mánager del equipo T & A (Test y Prince Albert). Fue durante su temporada manejando T&A que Stratus dio su primer golpe importante en el ring, al ser conducida a través de una mesa por The Dudley Boyz en Backlash, después de que ella había estado burlándose de Bubba Ray Dudley durante varias semanas.
Su primera lucha fue en la edición del 20 de junio de SmackDown!, en la que hizo equipo con Test y Prince Albert para enfrentar a los Hardy Boyz y a Lita. Posteriormente tuvo un feudo con Lita a la cual atacó en varias ediciones de Raw y SmackDown, lo que llevó a ambas a enfrentarse en una Indian Strap match en la edición del 24 de julio de Raw lucha que ganó Stratus con la ayuda de Stephanie McMahon. También comenzó a administrar a Val Venis en ese momento para ganar el Campeonato Intercontinental, pero su asociación terminó en SummerSlam después de que Venis junto a Stratus perdiera el título en una lucha mixta ante Chyna y Eddie Guerrero. El 31 de octubre en SmackDown! tuvo una oportunidad por el Campeonato Femenino contra Ivory, Lita y Jacqueline siendo derrotada. En Survivor Series hizo equipo con Test y Albert siendo derrotados por Molly Holly, Crash Holly y Steve Blackman. En Armageddon se enfrentó a Molly Holly y Ivory por el Campeonato Femenino, pero ganó esta última. 
A inicios de 2001, Stratus estuvo envuelta en un ángulo con el presidente de la WWF Vince McMahon, y con su hija Stephanie McMahon, la cual estaba molesta por la relación de su padre con Stratus, sobre todo después de que Vince dijera que deseaba divorciarse de Linda McMahon durante un episodio de SmackDown el 7 de diciembre de 2000. El 25 de febrero de 2001 en No Way Out, Trish luchó contra Stephanie McMahon ganando Stephanie con la ayuda de William Regal. La siguiente noche en Raw, hizo equipo con Vince Mcmahon para enfrentarse a Stephanie y Regal en una Intergender tag team match siendo abandonada por Vince, lo que le permitió a Regal aplicar a Stratus su finisher, el «Regal cutter». Luego de la lucha Vince le dijo a Trish que ella era un juguete con el cual él ya estaba cansado de jugar. El ángulo continuó la siguiente semana en Raw cuando Vince forzó a Stratus a "desnudarse" en el ring. El ángulo terminó en WrestleMania X-Seven cuando Trish Stratus abofeteó a Vince durante su lucha contra su hijo Shane, cambiando a face en el proceso.

#### Campeona Femenina (2001-2003)
Posteriormente Trish empezó a luchar a tiempo completo ganando una Bra and Panties tag team match junto a Lita contra Stacy Keibler y Torrie Wilson en InVasion. Después de sufrir una lesión en el tobillo estuvo inactiva durante tres meses. Hizo su regreso en Survivor Series donde ganó el Campeonato Femenino de la WWF  por primera vez en un six-pack challenge, el cual Chyna dejó vacante. A principios de diciembre tuvo un pequeño romance con The Rock después de que este la defendiera de una humillación de Vince McMahon. En Vengeance y el 11 de diciembre en Sunday Night Heat retuvo el título ante Jacqueline.
A inicios del 2002, Stratus estuvo envuelta en un feudo contra Jazz por el campeonato femenino que logró retenerlo en el Royal Rumble pero lo perdió 2 semanas después en la edición de Raw del 4 de febrero. Stratus intentó recuperar el título por meses incluso llegó a competir en una Triple Threat match en WrestleMania X8 contra Lita y Jazz en Toronto, Canadá pero no logró ganar la lucha siendo Jazz la ganadora. Sin embargo logró ganar el WWE Hardcore Championship el 6 de mayo luego de cubrir a Crash Holly después de que Bubba Ray Dudley le golpeara en la cabeza con un bote de basura. Perdió el título ese mismo día contra Steven Richards. Una semana después de perder el WWE Hardcore Championship recuperó el Campeonato Femenino en una Tag team match junto a Bubba Ray Dudley. Luego Stratus empezó a luchar en solitario en la marca Raw después de ser transferida en el draft anual. El segundo reinado de Stratus terminó el 23 de junio de 2002 cuando fue derrotada en King of the Ring por Molly Holly. Las dos divas continuaron con el feudo durante tres meses, después de fallar en su intento por recuperar el título en julio logró finalmente obtenerlo en Unforgiven. Luego tuvo un feudo con Victoria con la cual compitió en varias luchas por el título que logró retener hasta Survivor Series donde Victoria, la derrotó en una Hardcore match. Tuvo su revancha en Armageddon contra Victoria y Jacqueline, siendo derrotada. 

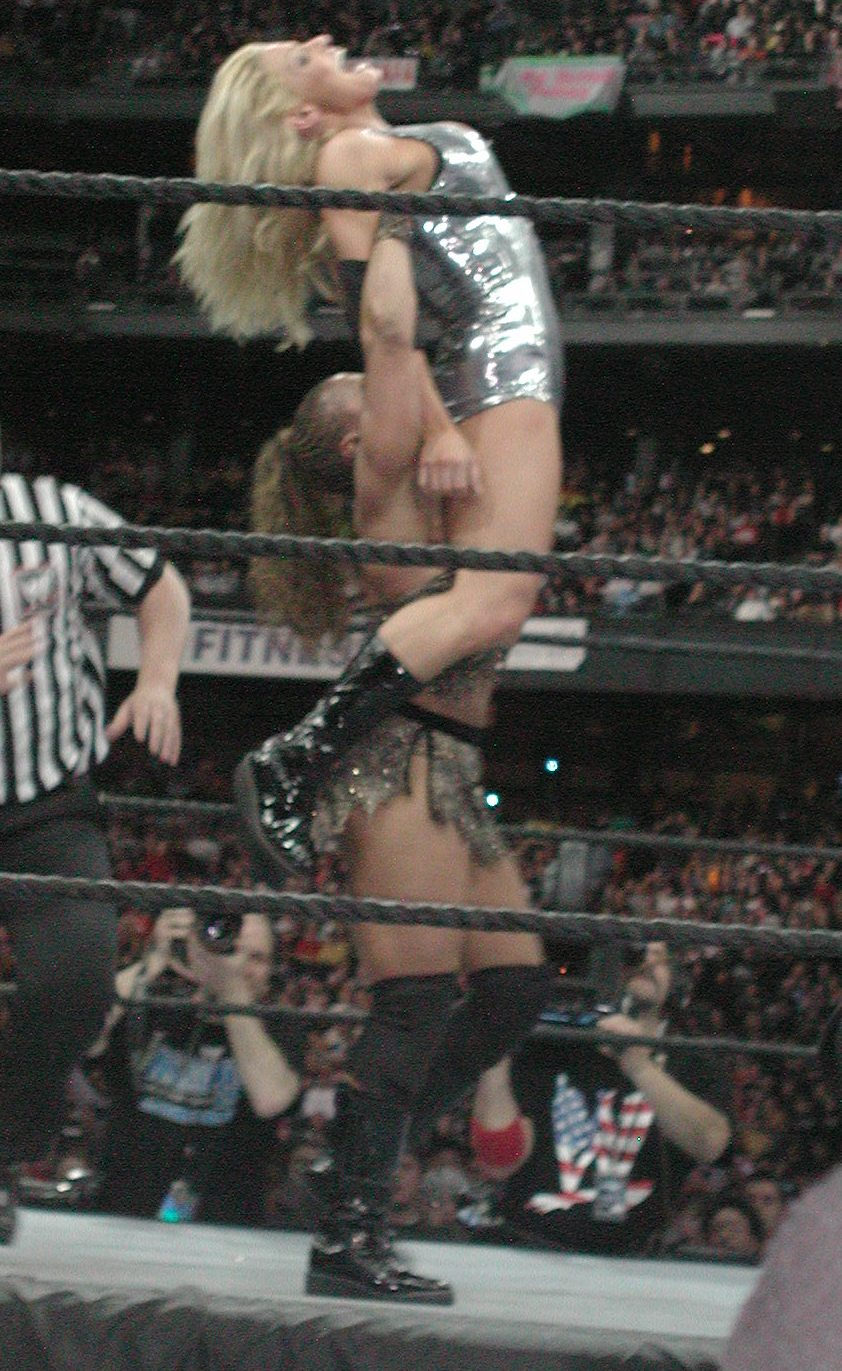
Stratus luchando contra Jazz en WrestleMania XIX, marzo de 2003.

El 17 de marzo de 2003, Victoria y Steven Richards derrotaron a Jazz y Stratus en un tag team match. Después de la lucha Jeff Hardy salvó a Stratus de un ataque de Victoria y Richards. En las siguientes semanas Stratus y Hardy fueron vistos hablando en bastidores y lucharon varias veces juntos en luchas en parejas. En WrestleMania XIX Stratus derrotó a Victoria y a Jazz para obtener su cuarto Campeonato igualando el récord previamente impuesto por The Fabulous Moolah, sin embargo perdió el título en el siguiente pay-per-view, Backlash. En Judgment Day intentó recuperar el título en un combate contra Jacqueline, Victoria y Jazz, pero esta última resultó la ganadora. Su feudo con Jazz terminó en Insurrextion con una derrota. El 30 de junio en Raw participó en un battle royal por el Campeonato Femenino, pero fue eliminada por Victoria.

#### Equipo y feudo con Lita (2003-2005)
En los siguientes meses, Stratus estuvo aliada con Gail Kim hasta que Kim traicionó a Stratus el 4 de agosto e hizo equipo con Molly Holly, poniendo a las mujeres de nuevo en un feudo. Gail Kim y Molly Holly derrotaron a Stratus y a varias compañeras hasta que Stratus hizo equipo con Lita. El equipo de Stratus y Lita derrotó a Kim y a Molly varias veces incluyendo una lucha en Unforgiven.
Stratus empezó un romance con Chris Jericho durante la edición de Raw del 10 de noviembre cuando aceptó tener una cita con él. Posteriormente participaron en una intergender tag team match como compañeros en la edición de Raw del 1 de diciembre. Después de la pelea Stratus oyó una conversación entre Jericho y Christian, en la que Christian le decía a Jericho que cada quien debía dormir con su respectiva novia. Una semana después Stratus y Lita confrontaron a los hombres por sus «acciones» lo que inició un feudo entre hombres y mujeres lo que conllevó a una "Battle of the Sexes" match en Armageddon, en la que las mujeres perdieron. Hubo una revancha la siguiente noche en Raw que terminó sin decisión. Su relación con Jericho continuó en 2004 cuando Jericho dijo sentir sentimientos hacia Stratus. Durante una pelea en WrestleMania XX, Stratus cambió a heel cuando traicionó a Jericho para aliarse con Christian. El dúo tuvo un feudo con Jericho por meses y compitieron en un handicap match en Backlash.

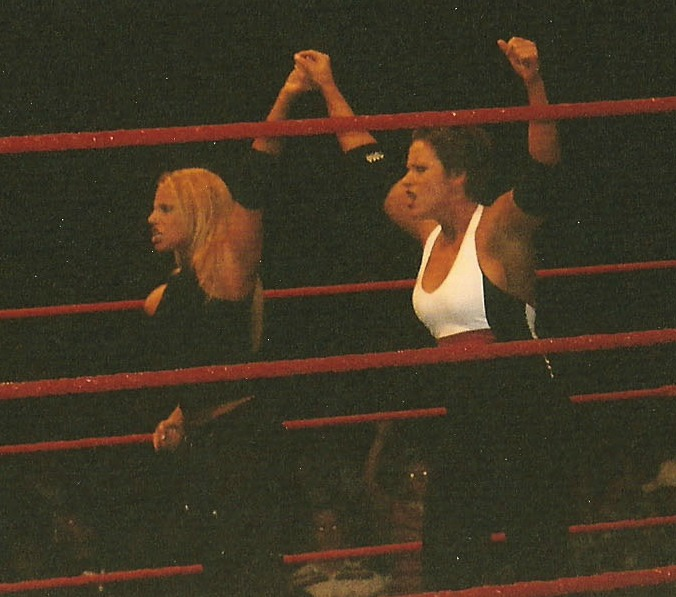
Stratus (izquierda) posando junto a Molly Holly durante un house show, octubre de 2004.

Después comenzó un feudo con Stacy Keibler incluyendo a Victoria y Nidia, Trish hizo equipo con Molly Holly y Gail Kim enfrentándose en varios combates semanales. Stratus obtuvo su quinto Campeonato Femenino el 13 de junio de 2004 en Bad Blood al derrotar a Gail Kim, Lita y Victoria. Un mes después se rompió la mano y estuvo inactiva por un mes.
Después de su retorno defendió el título exitosamente contra Victoria en Unforgiven y en Taboo Tuesday en un battle royal, hasta que fue derrotada por Lita el 6 de diciembre en el evento principal de Raw. Stratus recuperó el título un mes después en New Year's Revolution después de que Lita sufriera una lesión legítima. Después volvió a su fuedo contra Stacy esta vez enfrentándose individualmente tuvo varios combates contra esta, el feudo terminó en un evento por el campeonato que logró retener. Luego tuvo un feudo con la ganadora del 2004 Raw Diva Search Christy Hemme que había aparecido recientemente en la portada de la revista Playboy. Stratus atacó a Hemme en varias ocasiones, lo que provocó que esta la retara a una lucha por el título en WrestleMania 21, en la que Stratus salió victoriosa.

#### Combates finales y retiro inicial (2005-2011)
En mayo de 2005, salvo a Stacy Keibler de un ataque de Victoria enfrentándose ese mismo día en equipos contra Jazz y Victoria donde Keibler y Stratus no ganaron. Stratus sufrió una hernia discal. Estando inactiva hasta septiembre, cuando regresó como face luchando junto a Ashley contra las Vince's Devils. El feudo también incluyó a la diva debutante Mickie James que decía ser la mayor admiradora de Stratus. El 13 de noviembre en el show de tributo a Eddie Guerrero, Stratus participó en un battle royal lucha que fue ganada por Melina. La semana siguiente MNM secuestró a Stratus que la llevó ante Melina, que retó a Stratus a una lucha por el Campeonato Femenino. Las dos se enfrentaron en Survivor Series, lucha en la que Stratus derrotó a Melina con la ayuda de Mickie James. Stratus y James continuaron siendo equipo el resto de 2005, lapso durante el cual James empezó a obsesionarse con Stratus incluso llegó a besarla bajo un muérdago en Navidad y decorar los lockers de ambas.
En New Year's Revolution Stratus defendió exitosamente el título contra Mickie James. Sin embargo James continuó con su obsesión hacia Stratus hasta el 6 de marzo en Raw, donde Stratus le dijo a James que necesitaba espacio. El equipo se reconcilió brevemente el 18 de marzo en Saturday Night's Main Event, cuando hicieron equipo para derrotar a Candice Michelle y Victoria. Sin embargo después de la lucha James se volvió Heel y atacó a Stratus. Ambas se enfrentaron por el título en WrestleMania 22, lucha que fue ganada por James. En la revancha en Backlash Stratus se dislocó el hombro estando 6 semanas en rehabilitación. Stratus regresó el 26 de junio y tuvo un romance con Carlito después de que él la salvara de un ataque de Melina y Johnny Nitro. Carlito y Stratus vencieron a Melina y Nitro en una mixed tag team match en  Saturday Night's Main Event el 5 de julio de 2006. Como pareja, Stratus y Carlito tuvieron un feudo contra el entonces Campeón de la WWE Edge y su novia Lita después de que interfirieran en la lucha de Stratus por el título contra Mickie James. Las dos parejas pelearon varias veces en peleas en equipo, siendo Edge y Lita los ganadores de todas las luchas. El 17 de septiembre en 2006, en Unforgiven, Stratus derrotó a Lita, ganando por séptima vez el campeonato femenino, marcando un récord y retirándose como campeona. Posteriormente, el título quedó vacante.
El 10 de diciembre de 2007, Stratus hizo una aparición especial durante el 15 Aniversario de Raw, donde interrumpió a Jillian Hall cuando cantaba, antes de que Lita le hiciera lo mismo a ella. Luego de que las dos se encararan en el ring, unieron fuerzas para atacar a Hall, para posteriormente darse un abrazo en señal de una reconciliación tras su anterior rivalidad. Stratus hizo otra aparición especial en la edición de Raw del 5 de mayo de 2008 apareciendo en bastidores junto a Ron Simmons y Trevor Murdoch. Stratus luchó después de más de dos años en la edición de Raw del 22 de diciembre de 2008 cuando hizo pareja con John Cena derrotando a Santino Marella y Beth Phoenix en una mixed tag team match. ganando el equipo de Trish Stratus y John Cena. En 2009, fue mánager de Raw por una noche haciendo equipo con MVP y Mark Henry derrotando a Beth Phoenix, Chris Jericho y Big Show. 

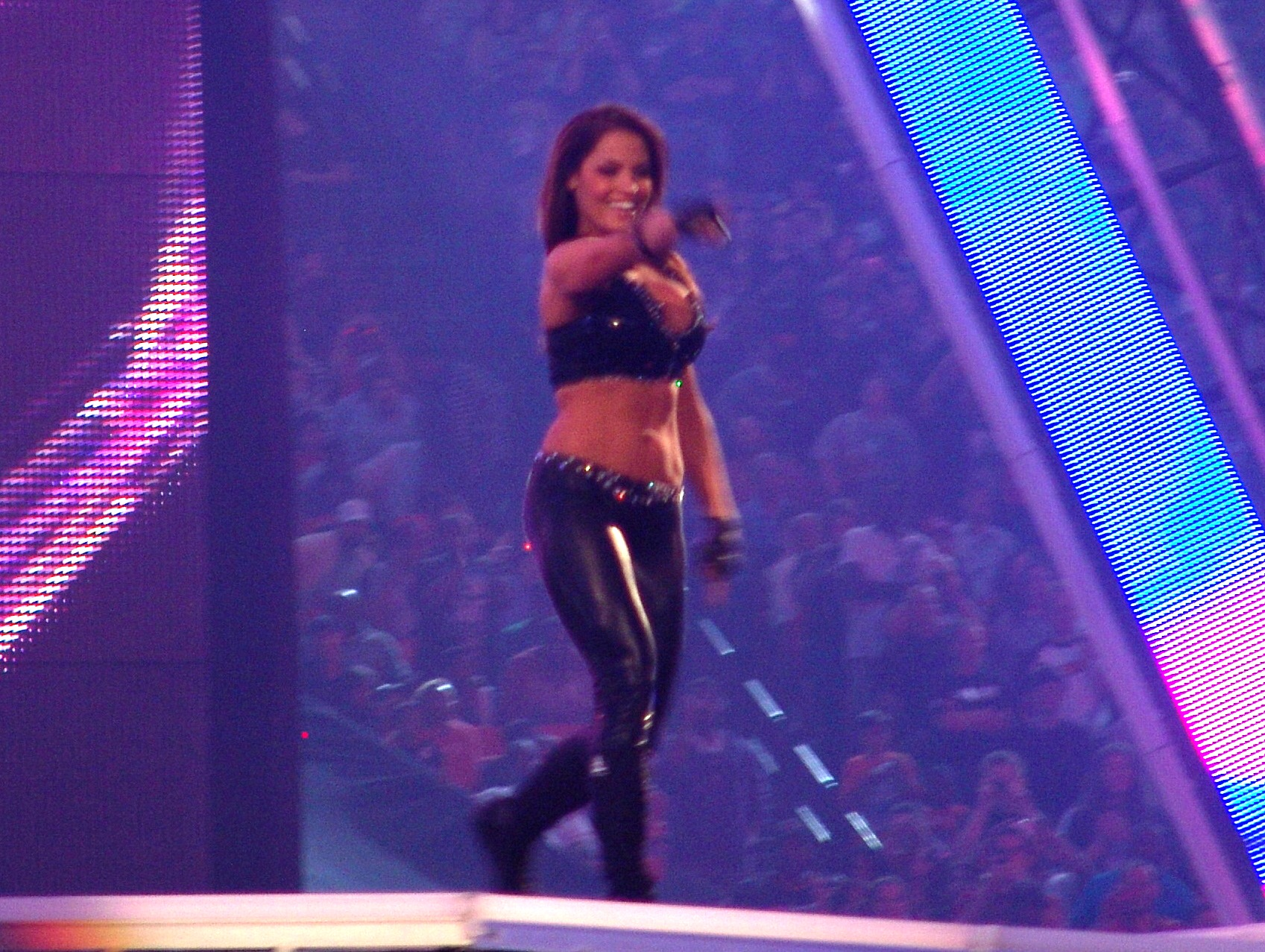
Stratus realizando su entrada en WrestleMania XXVII, 2011.

Hizo una aparición en Elimination Chamber 2011 presentándola Booker T como entrenadora para la nueva edición de Tough Enough, semanas antes LayCool se había hecho la fama de invencibles, ganando con trampas, esa misma noche LayCool atacó a Kelly Kelly y Stratus salió para a atacarlas. El 14 de marzo en Raw, el mánager anónimo de la misma marca pactó una lucha sin descalificaciones entre ella y Vickie Guerrero, la cual perdió debido a una intereferencia por parte de LayCool y Dolph Ziggler. A la lucha acudió en su ayuda John Morrison y la estrella invitada Nicole «Snooki» Polizzi, los cuales fueron retados por Vickie Guerrero a una lucha en WrestleMania XXVII, pactando una lucha entre LayCool y Dolph Ziggler contra Trish Stratus, Snooki y John Morrison. En dicho evento el equipo de Stratus salió ganador, acabando así el feudo entre ellas. El 13 de septiembre hizo una aparición en Smackdown después de casi 9 años que no aparecía en ese Show, el motivo por el cual apareció fue por el homenaje realizado a Edge en el cual, Stratus recordó grandes momentos que pasaron por sus inicios en Smackdown, como un segmento entre Aksana y Theodore Long y reencontrarse con Christian en el backstage.

#### Apariciones esporádicas como Hall of Famer (2013-2021)

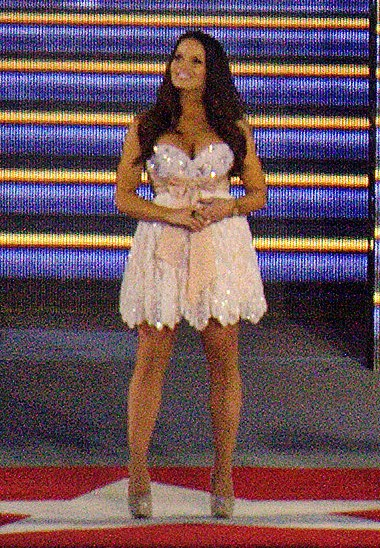
Stratus en WrestleMania 29, un día después de haber sido inducida a la clase 2013 del WWE Hall of Fame.

El 28 de enero del 2013 se dio a conocer en el episodio de Raw que Stratus sería inducida al WWE Hall of Fame denominándola como la «Diva de la década». En su introducción al WWE Hall of Fame, Stratus confesó que estaba embarazada de 4 meses, el 5 de abril de 2014 hizo una aparición especial en el WWE Hall of Fame dando un discurso introductorio para inducir a Lita al WWE Hall of Fame 2014; y otra aparición especial fue el 6 de abril de 2014 en WrestleMania XXX como comentarista junto a Booker T, algunos otros luchadores y el conductor.
El 22 de enero del 2018, apareció en el 25 Aniversario de Raw en un segmento junto a The Bella Twins, Maryse, Kelly Kelly, Lilian García, Torrie Wilson, Jacqueline, Michelle McCool, Terri Runnels y Maria Kanellis, siendo presentadas como unas de las mejores féminas que han estado en dicho programa a lo largo de todos esos años. El 28 de enero del 2018 en el Royal Rumble, apareció como la número 30 de la competencia, misma donde logró eliminar a Natalya, Mickie James y Nia Jax, sin embargo terminó siendo eliminada por Sasha Banks. Apareció el 27 de agosto de 2018 en RAW, interrumpiendo un segmento de Elias para promocionar su lucha que se llevaría a cabo en WWE Evolution en contra de Alexa Bliss, posteriormente Bliss, Alicia Fox y Mickie James interrumpen a Stratus, Ronda Rousey y Natalya. En WWE Evolution, Trish y Lita derrotaron a Alicia Fox (quien reemplazo a Alexa Bliss) y Mickie James. El 29 de octubre en Raw, junto a Lita, Sasha Banks, Bayley y Natalya derrotó a James, Fox y The Riott Squad (Ruby Riott, Sarah Logan y Liv Morgan).
El 30 de julio de 2019, Trish sería invitada por Jerry Lawler a Smackdown para un segmento, durante el mismo Charlotte Flair interrumpiría para retarla a una última lucha en SummerSlam al estar en búsqueda de un verdadera oponente, después de aceptar la propuesta de Flair empezarían una breve rivalidad. El 5 de agosto en Raw hizo equipo con Natalya enfrentándose a Becky Lynch y Charlotte, pero el combate quedó en descalificación. En SummerSlam se enfrentó Charlotte, en un combate que culminaría con el retiro y la derrota de Stratus en dicho PPV.
El 29 de diciembre de 2021, fue anunciada como presentadora de un evento en vivo que WWE realizó en Toronto.

#### Regreso a tiempo completo (2022-2023)
En el episodio del 22 de agosto de 2022, de Raw, Stratus hizo su primera aparición por primera vez en 3 años, donde fue interrumpida por Damage CTRL (Bayley, Dakota Kai, e Iyo Sky). En el episodio del 27 de febrero de 2023, de Raw, regresó para ayudar a Lita y Becky Lynch a derrotar a Damage CTRL (Dakota Kai e Iyo Sky) en una lucha titular por los Campeonatos Femeninos en Parejas de WWE. Ahí atacó a Bayley, la líder de la agrupación, evitando que interfiriera a favor de sus compañeras de equipo. La semana siguiente, Trish declaró que saldría de su retiro para hacer equipo con Lita y Lynch y  de esta manera enfrentarse a Damage CTRL en una lucha por equipos en WrestleMania 39, su primer combate en una WrestleMania desde WrestleMania XXVII celebrada en 2011. El 1 de abril en la primera noche del evento, Stratus, Lita y Lynch derrotaron a Damage CTRL.
En el episodio del 10 de abril de Raw, Stratus hizo equipo con Lynch para defender el Campeonato Femenino en Parejas de WWE contra Liv Morgan y Raquel Rodríguez en representación de Lita, quien se encontraba lesionada luego de haber sido atacada en el backstage por un asaltante misterioso. Morgan le aplicó la cuenta a tres Stratus con un roll-up, costándole a Lita y Lynch los títulos. Después del combate, Stratus atacó a Lynch, cambiando a heel por primera vez desde 2005. La semana siguiente en Raw, Stratus se reveló a sí misma como la agresora misteriosa que atacó a Lita, comentando que se encontraba frustrada porque las dos aparecían como aliadas de Lynch y percibía una falta de respeto hacia el impacto y legado que tuvo en la división femenina. El 27 de abril, WWE anunció que Stratus sería elegible durante la segunda noche del Draft 2023. Fue seleccionada por la marca Raw en la cuarta ronda como la séptima selección de la misma, y la decimotercera de esa noche en general.
En el episodio del 8 de mayo de Raw, Stratus se burló de Lynch, a quien no se le había visto desde que perdió los Campeonatos Femeninos en Parejas, e insultó a su pequeña hija Roux. Sin embargo, esa misma noche hizo su regreso y la atacó con un exploder suplex. La semana siguiente, Lynch prometió que defendería a su familia y la retó a una lucha individual en Night of Champions, que se realizaría en Arabia Saudita. El combate se oficializó durante una firma de contrato que se llevó a cabo en el episodio del 22 de mayo de Raw, donde Stratus una vez más se atribuyó la responsabilidad exclusiva del crecimiento de las oportunidades para las mujeres en WWE. En respuesta, Lynch declaró que Stratus nunca fue tan buena como muchos la recordaban, haciendo referencia a aquél segmento de 2001 en el fue humillada por Vince McMahon al ser obligada a ladrar como un perro en la previa a WrestleMania X-Seven. El 27 de mayo en Night of Champions, Stratus derrotó a Lynch con ayuda de Zoey Stark, y dos noches después en Raw, ambas se aliaron formalmente. En el episodio del 19 de junio de Raw, Stratus ganó la última lucha de clasificación al combate de escaleras por el Money in the Bank femenino, derrotando a Raquel Rodríguez por descalificación luego de que Lynch la atacara durante la realización del encuentro. El 1 de julio en el evento homónimo realizado en Londres, siendo su primer ladder match, trabajo con Stark durante toda la lucha para evitar que Lynch ganara. Al final, Iyo Sky fue la vencedora de la contienda por el maletín.
Luego de los constantes problemas con Stratus, Lynch obtuvo una revancha para enfrentarla, esto después de derrotar individualmente a Zoey Stark el 24 de julio. Originalmente, dicho combate se haría en SummerSlam, pero fue removido de la cartelera, reportándose que ambas luchadoras se mostraron frustradas por la decisión. Finalmente, en el episodio del 14 de agosto de Raw, ambas se enfrentaron. Su lucha terminó en doble conteo cuando entraron hasta el área de backstage, donde Stark, que tenía prohibido acompañar a Stratus, apareció para ayudarla a atacar a Lynch. Esto provocó que Adam Pearce pactara una nueva contienda, en la que se enfrentarían en un steel cage match, el primer combate de este tipo en la carrera de Stratus. Dicha pelea se llevó a cabo el 2 de septiembre en Payback, donde Stratus fue derrotada por Lynch a pesar de que Zoey Stark trato de ayudarla a ganar. Al finalizar la lucha, Stratus abofeteó a Stark por haber fallado en ayudarle, por lo que está en respuesta la embistió aplicándole su movimiento final.

#### Apariciones esporádicas (2024-2025)

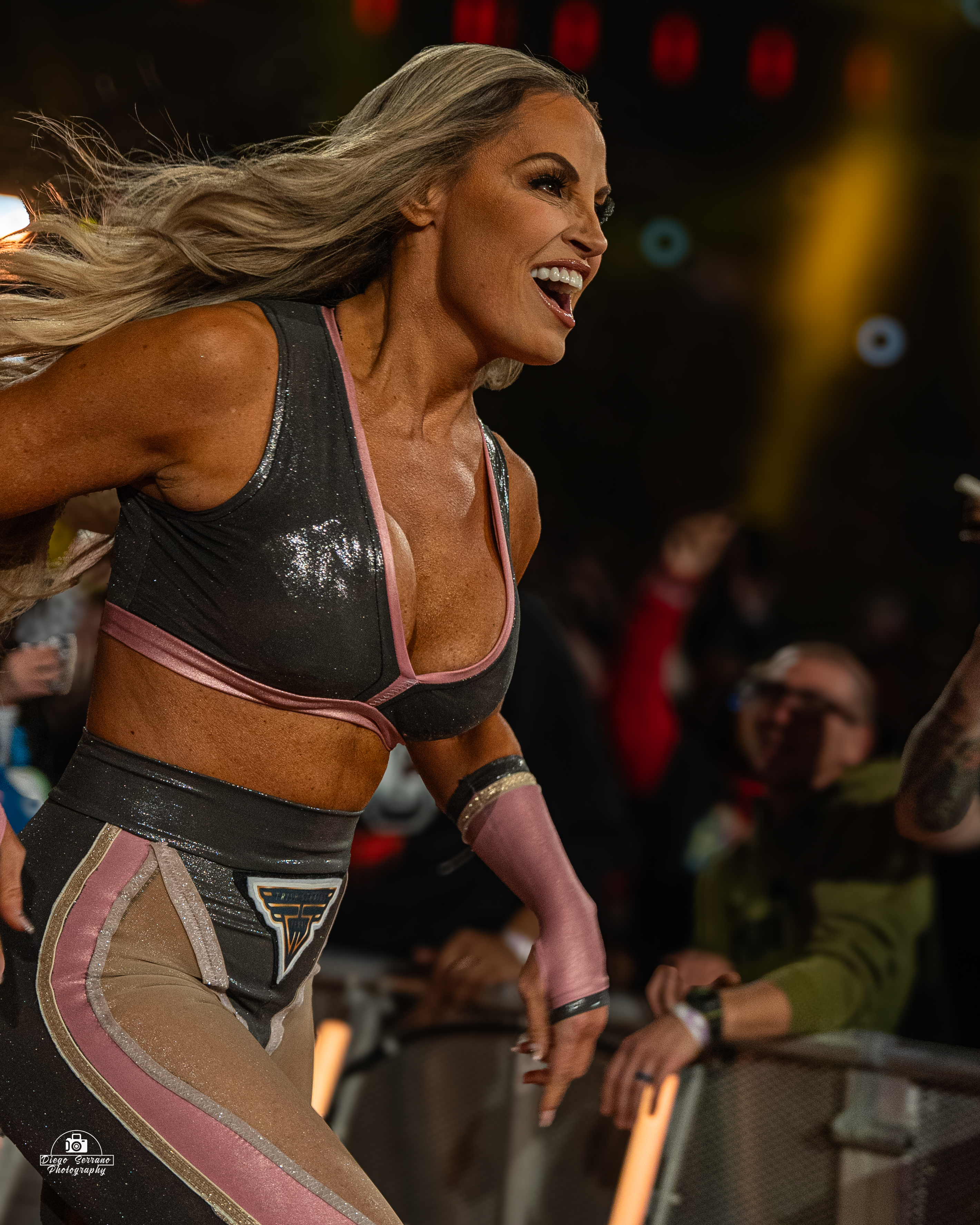
Stratus haciendo su entrada en Royal Rumble, el 1 de febrero de 2025.

El 6 de abril de 2024, durante el preshow de WrestleMania XL, reapareció en una entrevista en backstage con Cathy Kelley. Cuando se le preguntó si volvería al ring de WWE nuevamente, hizo una pausa antes de responder diciendo: «Nunca se sabe». El 6 de julio, fue presentadora de Money in the Bank, ya que el evento se llevó a cabo en su ciudad natal, Toronto.
El 1 de febrero de 2025, en Royal Rumble, ingresó a la contienda femenina con la entrada número veinticuatro, en la que eliminó a Candice LeRae antes de ser sacada por Nia Jax. En el episodio del 14 de febrero de SmackDown, mientras se hallaba como espectadora del show, entró al ring para auxiliar a Tiffany Stratton y evitar que fuera agredida por Nia Jax y Candice LeRae, sin tener éxito al también ser atacada por estas dos últimas.
E 1 de marzo de 2025, Stratus hizo equipo con Tiffany Stratton para derrotar a Nia Jax & Candice LeRae en el evento Elimination Chamber. Más tarde ese año, Stratus hizo su regreso para enfrentar a Stratton por el Campeonato Femenino de WWE en Evolution el 13 de julio.

## Legado
Stratus es ampliamente considerada como una de las mejores superestrellas femeninas de su generación y, por algunos, como la mejor luchadora femenina de todos los tiempos. Ha sido citada como inspiración para varias luchadoras, como: Alexa Bliss, Bayley, Carmella, Deonna Purrazzo, Emma, Kelly Kelly, Kia Stevens, Leila Grey, Mandy Rose, Maria Kanellis, Melina Perez, Natalya, Rosa Mendes, Sasha Banks, Shazza McKenzie, y Taryn Terrell.
Durante un episodio de Raw en septiembre de 2020, Mandy Rose rindió homenaje a Stratus vistiendo un atuendo rosa idéntico al que usó a principios de la década de 2000. Más tarde citó a Stratus como su modelo a seguir. Ella añadió; «Ella siempre ha sido mi inspiración, y hasta el día de hoy [lo es]». Zelina Vega afirmó que Stratus y Lita la inspiraron a convertirse en luchadora profesional. El feudo entre Stratus y Mickie James que tuvo lugar en 2006, fue tomado como inspiración para una rivalidad entre Sasha Banks y Bayley. Banks comentó que Stratus es la única luchadora del pasado con la que más le gustaría luchar. Banks agregó: «Va a ser Trish Stratus porque ella era simplemente la mejor de la división femenina de su tiempo. Era simplemente la mejor, era hermosa, atlética, y lo logró, y me inspiró». Jerry Lawler nombró a Stratus como su superestrella femenina favorita de todos los tiempos. Booker T en una entrevista citó a Stratus como la mejor de todos los tiempos en la lucha libre profesional femenina, y agregó: «Ella fue la que rompió esa barrera más que cualquier otra mujer en el roster».
El 15 de mayo de 2023, Stratus recibió la llave de las Cataratas del Niágara, otorgada por el alcalde Jim Diodati.

## Otros medios

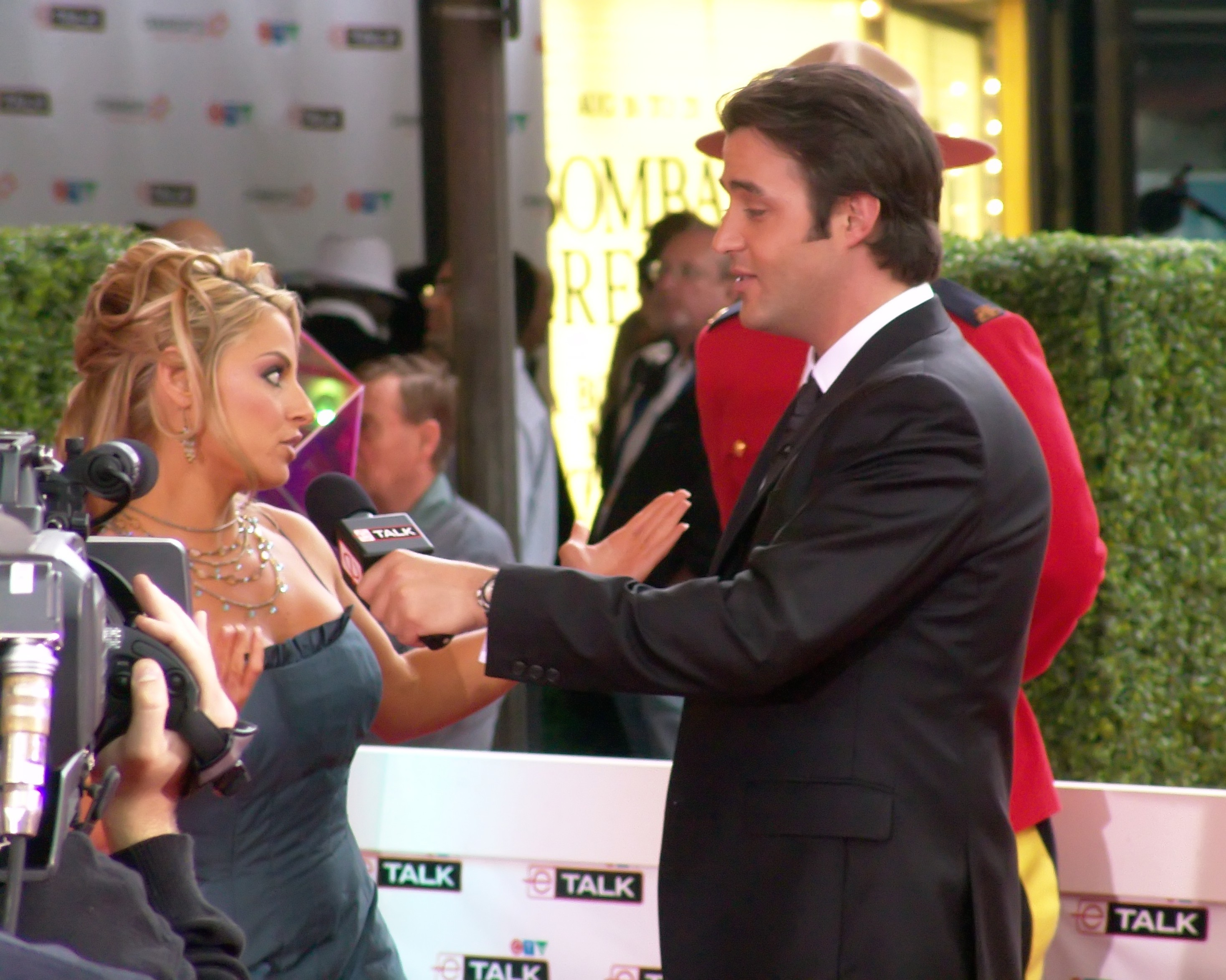
Trish Stratus siendo entrevistada por Ben Mulroney, en 2006.

Desde 2001, Stratus fue portavoz para la World Natural Sports Association. El 3 de junio de 2006, fue anfitriona en la ceremonia de inducción del Canada's Walk of Fame y realizó un número de canto y baile inspirado en la banda sonora de la película Chicago.
Desde finales de noviembre de 2006, hasta mediados de enero de 2007, Stratus estuvo en Muncie, Indiana para participar en un reality show de CBS llamado Armed & Famous donde fue una de las cinco celebridades que entrenaron voluntariamente con el departamento de policía de Muncie. El show se estrenó el 10 de enero de 2007 y estaba programado para siete episodios, aunque la CBS canceló el programa luego de cuatro episodios.
Después de la cancelación de Armed & Famous, Stratus apareció en un programa llamado The Second City's Next Comedy Legend un programa similar a America's Next Top Model. En el mismo año salió un DVD sobre su carrera llamado Trish Stratus - 100% Stratusfaction Guaranteed.
En septiembre de 2007, Stratus anunció que abriría un estudio de yoga en Toronto llamado Stratusphere Yoga. En 2008, fue anfitriona de su propio show de travesía llamado Stratusphere.
Trish Stratus hizo su debut en el cine después de inscribirse para ser el papel femenino principal en la película canadiense titulada “Bail Enforcers” después retitulada "Bounty Hunters". Interpretó a Jules Taylor, la película trata de un equipo de cazadores de recompensas que se ven en problemas cuando se enfrentan con un dilema moral, el intercambio de un puente bajo fianza de un millón de dólares ofrecida por un jefe de la mafia. En 2015 protagoniza su segunda película llamada "Gridlocked", donde interpreta a Gina, una exagente SWAT que debe enfrentar a unos mercenarios.

### Videojuegos
Stratus es un personaje jugable en treinta y dos videojuegos de WWE. Hizo su debut en WWF SmackDown! 2: Know Your Role, y posteriormente apareció en WWF No Mercy, WWF SmackDown! Just Bring It, WWE Raw, WWE WrestleMania X8, WWE SmackDown! Shut Your Mouth, WWE WrestleMania XIX, WWE Raw 2, WWE SmackDown! Here Comes the Pain, WWE Raw (mobile), WWE Day of Reckoning, WWE SmackDown! vs. Raw, WWE WrestleMania 21, WWE Day of Reckoning 2, WWE SmackDown! vs. Raw 2006, WWE SmackDown vs. Raw 2007, WWE SmackDown vs. Raw 2010, WWE '12, WWE '13, WWE SuperCard, WWE Immortals, WWE 2K16, WWE 2K17, WWE 2K18, WWE 2K19, WWE Champions, WWE Mayhem, WWE 2K20, WWE Universe, WWE 2K22,  WWE 2K23, y WWE 2K24.

### Filmografía
| Título         | Papel        | Año  |
| Bounty Hunters | Jules Taylor | 2011 |
| Gridlocked     | Gina         | 2015 |

## Vida personal
El 30 de septiembre de 2006, se casó con su novio de la secundaria. A la boda asistieron antiguas divas de la WWE como Ashley, Lita, Molly Holly, Ivory, Torrie Wilson, Victoria, Lillian García, Mickie James y María. Su vestido de bodas fue mostrado en la portada de la revista Today's Bride.
Trish ha formado parte de varias organizaciones de caridad como Ronald McDonald House, Dreams Take Flight y las Olimpiadas especiales. El 29 de marzo de 2008, participó en la Island Triathlon Series para ayudar a recaudar dinero para la organización Dignitas International.

## Campeonatos y logros
- The Baltimore Sun

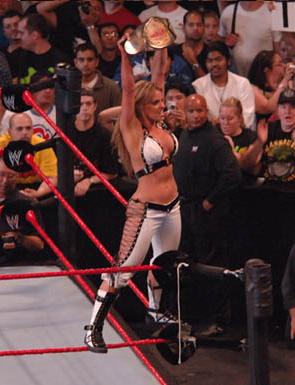
Stratus celebrando su victoria luego de coronarse siete veces Campeona Femenina de WWE, esto tras concluir su primer combate de retiro en Unforgiven, 2006.

  - Best Female Wrestler of the Decade (2010)[156]

- Cauliflower Alley Club
  - Iron Mike Mazurki Award (2016)

- Fighting Spirit Magazine
  - Double X Award (2006)
  - Three Degrees Award (2006)

- George Tragos/Lou Thesz Professional Wrestling Hall of Fame
  - Lou Thesz Award (2020)[157]

- Guinness World Records
  - World record: Mayor cantidad de Campeonatos Femeninos de WWE (7 veces)[158]

- Ontario Sports Hall of Fame
  - Sandy Hawley Community Service Award (2017)

- Pro Wrestling Illustrated
  - Woman of the Year (2002, 2003, 2005, 2006)[159]
  - Woman of the Decade (2000-2009)[160]

- World Wrestling Federation / World Wrestling Entertainment / WWE
  - WWE Hardcore Championship (1 vez)[161]
  - WWF/E Women's Championship (7 veces)[143][162]
  - WWE Hall of Fame (Clase 2013)[163]
  - Babe of the Year (2001-2003)[164]
  - Diva of the Decade (2003)[10]
  - Situada en el puesto n.º1 entre las 50 mejores Superestrellas femeninas de WWE de todos los tiempos (2021)[165]

- Wrestling Observer Newsletter
  - Peor lucha del año (2002) con Bradshaw vs. Christopher Nowinski y Jackie Gayda en Raw, el 7 de julio[166]

## Premios y nominaciones
| Año  | Premio                 | Categoría                                                         | Trabajo nominado    | Resultado | Ref.    |
| ---- | ---------------------- | ----------------------------------------------------------------- | ------------------- | --------- | ------- |
| 2023 | Canadian Screen Awards | Anfitriona o presentadora, factual de telerrealidad / competencia | Canada's Got Talent | Nominada  | [ 167 ] |